# Брокопондо (водосховище)
4°50′26″ пн. ш. 55°04′23″ зх. д. / 4.8405555555556° пн. ш. 55.073055555556° зх. д.
Брокопондо (нідерл. Brokopondostuwmeer) — велике водосховище, розташоване в південно-американській країні Суринам. Також має назву Prof. Dr. Ir. WJ. van Blommesteinmeer на честь нідерландського інженера-гідролога Вільяма Йохана фон Бломместайна. Є одним із найбільших водосховищ у світі — його площа становить приблизно 1560 км² (залежно від рівня води).
Наповнення водосховища почалося 1965 року, оптимальний рівень було досягнуто лише 1971 року. Під час заповнення водосховища було затоплено села, 5 тисяч жителів яких було переселено. У найбільшому селі, що опинилося під водою, Ганзе, проживало приблизно 2 тисячі жителів. Більшість переселенців заснувало села з такими ж назвами нижче за течією. Уряд Суринаму також провів спеціальну операцію Operation Gwamba, націлену на порятунок тварин на затоплюваних територіях.
Метою будівництва греблі було завдання генерації електрики для заводів з переробки бокситу в алюміній. Ці заводи знаходяться під керівництвом компанії Suralco (Suriname Aluminum Company), дочірньої компанії Alcoa. Близько 75 % електрики, що генерується гідроелектростанцією, йде на заводи, решта — на столицю Суринаму, місто Парамарібо.
Окрім підйому алюмінієвої промисловості водосховище допомогло розвинути внутрішні регіони країни та навколишні ліси, відсунути кордон солоності річки Сурінам, забезпечити можливості іригації в періоди посух, а також розвинути туризм та рибальство.